# Efeitos do furacão Dennis na Geórgia
Os efeitos do furacão Dennis na Geórgia incluem duas mortes e 24 milhões de dólares (valores em 2005) em prejuízos. Em 29 de Junho de 2005, uma onda tropical deixou a cota ocidental da África. O sistema ficou gradualmente mais organizado e em 2 de Julho, uma grande área de baixa pressão se formou em associação à onda. O sistema continuou a se organizar e se tornou uma depressão tropical em 4 de Julho. Seguindo para oeste, o sistema se tornou uma tempestade tropical em 5 de Julho, e um furacão dois dias depois. Dennis intensificou-se rapidamente e atingiu a intensidade de um furacão de categoria 4 na escala de furacões de Saffir-Simpson antes de fazer landfall em Cuba. A tempestade enfraqueceu-se para um furacão de categoria 1 antes de seguir para o golfo do México e se intensificar. Dennis fez landfall no panhandle da Flórida em 10 de Julho e então seguiu sobre o sudeste do Alabama.
Dennis causou efeitos moderados no estado, principalmente devido às enchentes. Uma banda de tempestade, em particular, estacionou-se sobre a região sudoeste do estado e produziu chuvas que variaram de 100 a 200 mm de precipitação acumulada; em regiões isoladas, a precipitação acumulada chegou a 300 mm. Enxurradas ocorreram em várias áreas, danificando centenas de residências e comércios. Rajadas de vento fracas a moderadas, chegando a um pico de 68 km/h, combinadas com o solo já saturado de água, causou a queda de várias árvores, uma das quais caiu sobre uma casa, matando um homem perto de Atlanta. Um homem também morreu enquanto trabalhava na tentativa de restabelecer o fornecimento de eletricidade. Um tornado foi relatado, que derrubou mais de 200 árvores.

## Preparativos
Como preparativo para a chegada da tempestade, o Serviço Nacional de Meteorologia dos Estados Unidos declarou várias áreas do norte, do centro e do sul da Geórgia sob alerta de enchente. Um aviso de ventos fortes também estava em vigor para os condados de Clayton, de Cobb, de DeKalb e de Fulton. Assim que as bandas externas de tempestade do furacão se aproximavam do estado, um alerta de tornado foi posto em vigor para a região central da Geórgia. A Cruz Vermelha abriu 80 abrigos emergenciais no estado e centenas de voluntários foram postos em estado de atenção. Devido às grandes evacuações no estado, os projetos de construções e ampliações das Interstates 75, 85 e 185 tiveram que ser adiadas.

## Impactos

### Enchentes
Os danos do furacão Dennis na Geórgia foram de pequenos a moderados. Chuvas moderadas a fortes começaram em 10 de Julho e persistiram até a manhã de 11 de Julho. Uma banda de tempestade em particular estacionou sobre a região sudoeste do estado e produziu chuvas de 100 mm a 200 mm de precipitação acumulada; em áreas isoladas, a precipitação acumulada chegou a 300 mm. Enxurradas ocorreram no condado de Colquitt, transbordando a represa de Okapilco, danificando várias residências e rodovias, deixando desabrigados ou desalojados mais de 100 pessoas. Pequenas enchentes ocorreram ao longo das bacias dos rios Withlacoochee e Flint, inundando algumas residências. No condado de Worth, mais de 300 residências foram evacuadas devido às inundações; o nível da água não parava de subir e 80 casas foram inundadas. No condado de Dougherty, dezenas de residências e comércios ficaram sem o fornecimento de eletricidade. Além disso, as enchentes inundaram os dois lados da Geogia State Route 82, perto da divisa com o condado de Worth. Drenos de piscinas de peixes no condado de Seminole ficaram inundados, o nível das águas das piscinas aumentaram perigosamente, ameaçando as residências circunvizinhas. A quebra de uma barragem causou uma grande enxurrada que afetou uma rodovia no condado de Tift. Foram precisos vários resgates, particularmente nos condados de Douglas e de Cobb.
No condado de Baldwin, chuvas torrenciais e enchentes levaram à destruição de uma academia; dois empregados do estabelecimento ficaram feridos.. No condado de Carroll, mais de 20 rodovias foram tanto inundadas quanto danificadas pelas enxurradas. Um homem no condado de Upson foi ferido quando ele dirigiu seu automóvel através de uma rodovia inundada; o veículo foi levado pela enxurrada e caiu numa represa.

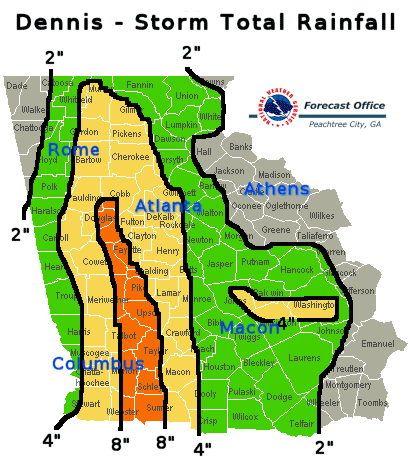
Mapa mostrando a precipitação acumulada na Geórgia durante a passagem de Dennis

A Georgia State Route 279 foi inundada com mais de 300 mm de água. No condado de Lamar, o diretor do Gerenciamento de Emergências do condado  relatou que algumas rodovias locais foram inundadas ou mesmo danificadas pelas enxurradas. No condado de DeKalb, vários rios e represas transbordaram, causando danos a residências e comércios. O condado de Spalding relatou mais de 15 rodovias severamente danificadas pelas inundações. Catorze casas-móveis no condado de Clayton foram severamente danificadas pelas enchentes; 52 pessoas ficaram desalojadas ou desabrigadas. No condado de Fayette, o moinho Starr's, marco histórico no condado, foi inundado. A água chegou ao nível da ponte na rodovia McDonough. Uma represa entrou em colapso em Lake Fowler, causando 300.000 dólares em prejuízos.
Uma das áreas mais afetadas foi o condado de Douglas, onde as chuvas alcançaram 250 mm. Dez rodovias no condado foram severamente danificadas e outras sete foram inundadas e fechadas temporariamente. 42 casas-móveis foram totalmente submergidas ou severamente danificadas pela inundação. Seis residências também foram danificadas pelas enchentes. Uma revenda de automóveis também foi inundada, danificando 100 carros usados e de 20 a 30 novos carros. Os danos pelo condado totalizaram mais de 6 milhões de dólares (valores em 2005). Também houve relatos de que partes da Interstate 20, a sudoeste de Douglasville e Fouts Mill, foi inundada. Vários danos estruturais ocorreram no condado quando mais de 100 mm de chuva caíram na região.

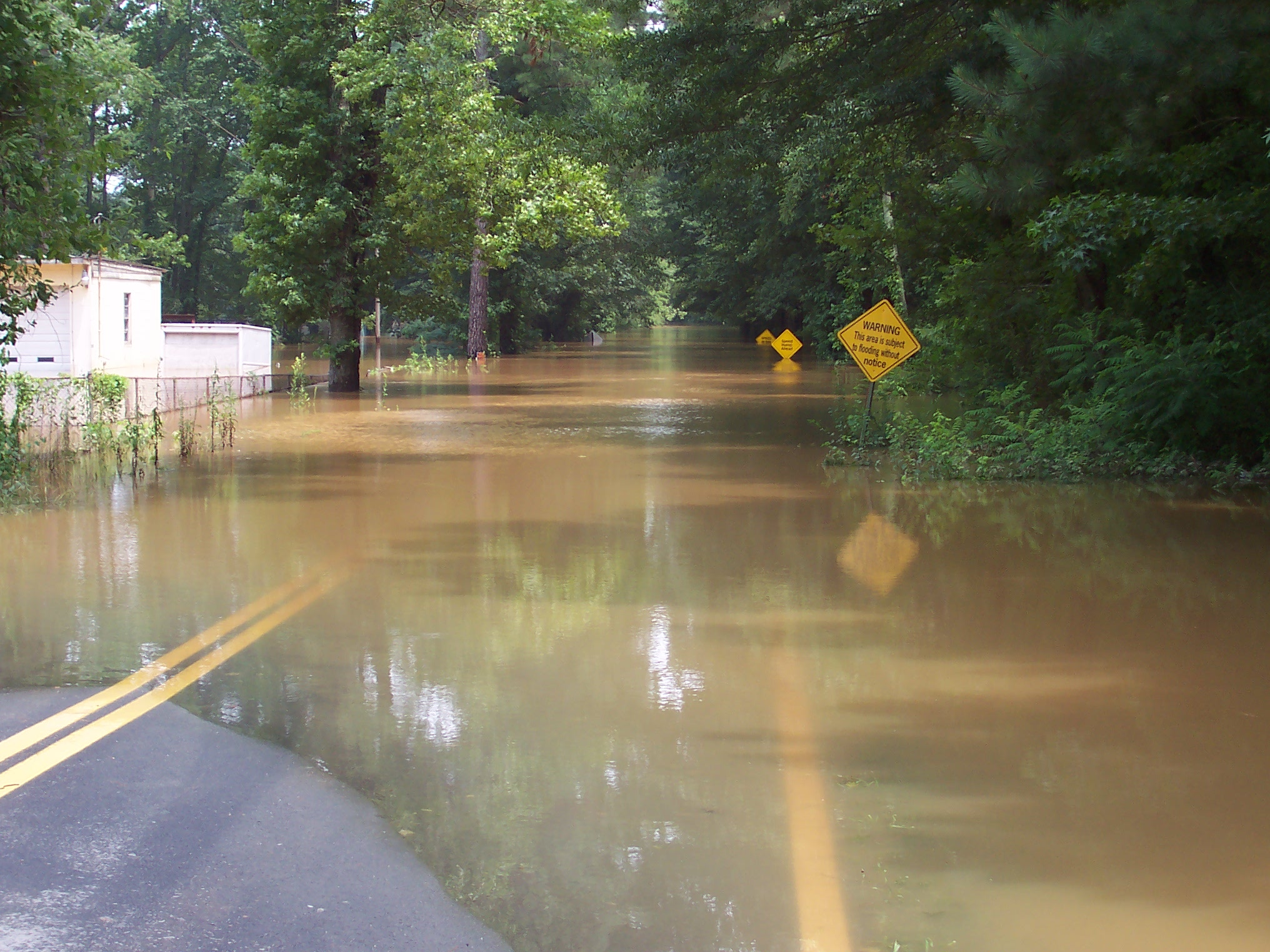
Transbordamento da represa Sweetwater Creek em Lithia Springs

Um edifício residencial no condado de Cherokee teve vários danos devido às enchentes, forçando a retirada de pessoas através de botes. O nível da água chegou ao primeiro andar do complexo de apartamentos. Além disso, comércios e hotéis foram inundados ao longo da Interstate 575, perto da Georgia State Route 92. Cerca de 15 residências sofreram sérios danos na área. A represa de Noonday chegou ao nível recorde de 5 m acima do nível normal por volta do meio-dia (UTC) de 11 de Julho, batendo o recorde anterior de 4,2 m em 17 de Setembro de 2004 durante a passagem do furacão Ivan. Pelo menos uma rodovia no condado foi fechada devido ao alto nível das águas. Os danos no condado de Cherokee foram estimados em 1,6 milhões de dólares (valores em 2005), principalmente devido aos danos no edifício de apartamentos.
No condado de Worth, 78 pessoas foram desalojadas pelas enchentes. Cerca de 300 residências foram evacuadas e 80 foram danificadas pelas inundações, causando 1,8 milhões de dólares em danos. Os danos no condado de Colquitt foram estimados em 1,3 milhões de dólares, principalmente devido às enchentes que afetaram várias residências e comércios. No total, mais de 100 construções tiveram que ser evacuados no condado.

## Danos pelo vento forte
Os ventos mais fortes associados a Dennis ocorreram em Albany, onde os ventos chegaram a 68 km/h. A pressão mais baixa foi de 1007,5 mbar, também em Albany. Um grande número de condados no oeste do estado relataram quedas de árvores e linhas de alta tensão, com blecautes generalizados pela região. Em Decatur, um homem morreu quando uma árvore caiu sobre seu quarto. Perto da cidade de Atlanta, duas rodovias importantes tiveram que ser fechadas devido às enchentes. Uma ponte também foi fechada nos arredores da cidade. Além disso, um trator-trailer tombou com a força do vento, deixando seu condutor ferido; o trator fechou a rodovia por várias horas. Um homem também morreu quando foi eletrocutado quando realizava consertos em redes de alta tensão. Além disso, uma grande árvore caiu sobre uma residência, ferindo uma mulher; a residência foi destruída totalmente.
Uma grande estrutura no condado de Bartow foi danificada significativamente, causando quase 10.000 dólares (valores em 2005) em prejuízos. No condado de Douglas, uma árvore caiu sobre um carro na Interstate 20, causando danos ao veículo, mas nenhuma pessoa foi ferida no acidente. Em outro incidente, uma árvore caiu sobre uma casa, a danificando severamente. Ocorreram várias quedas de árvores e de linhas de alta tensão no condado de Fulton, os danos mais sérios ocorreram no sudoeste do condado, incluindo a cidade de Roswell. Na cidade, uma clínica veterinária teve que ser fechada devido à queda de uma árvore, que danificou o estabelecimento. Além disso, uma residência na zona norte de Atlanta foi danificada quando uma grande árvore caiu sobre a sua garagem. A U.S. Route 100 teve que ser fechada temporariamente devido à queda de árvores no condado de Hall. Ao todo, os danos causados pelos ventos fortes chegaram a 246.000 dólares (valores em 2005).

## Tornados
O diretor do centro de gerenciamento de emergências no condado de White relatou que um tornado F0 tocou ao chão no sudoeste do condado, perto da divisa com o condado de Hall; o tornado foi formado por uma banda externa de tempestade associada ao sistema remanescente do furacão Dennis. A trajetória do tornado não passou de 400 m; no entanto, danos significativos a fazendas da região foram relatados. Centenas de árvores foram derrubadas e dois celeiros foram completamente destruídos. Uma construção foi completamente destelhada e linhas de alta tensão foram ao chão. No total, mais de 200 árvores foram derrubadas pelo tornado no sudoeste do condado.